# Spilothyrateles punctus
Spilothyrateles punctus là một loài tò vò trong họ Ichneumonidae.